# Imagine (존 레논의 노래)
〈Imagine〉은 영국의 음악가 존 레논이 쓰고 부른 노래다. 그의 솔로 경력에서 가장 많이 팔린 싱글이며, 가사는 청취자로 하여금 국경이나 종교와 국적의 장벽이 없는 평화로운 세계를 상상하게 하고, 인류의 초점이 물질적인 소유물에 한정되지 않고 살아갈 것을 권하고 있다.
레논과 오노 요코는 필 스펙터와 함께 정규 음반 《Imagine》과 동명의 노래를 제작했다. 1971년 5월, 영국의 티튼허스트 공원에 있는 레논의 홈 스튜디오에서 녹음이 시작되어 7월 뉴욕의 레코드 플랜트에서 최종 오버 더빙이 진행되었다. 9월에 LP가 출시되고 한 달 후, 레논은 〈Imagine〉을 미국에서 싱글로 발매했다. 노래는 빌보드 핫 100에서 3위에 올랐고 LP는 11월 영국 차트에서 1위를 차지했으며, 이후 레논의 솔로 경력 중 가장 상업적으로 성공적이고, 비평적으로 찬사를 받은 노래가 되었다. 영국에서는 원래 싱글로 발매되지 않았지만 1975년에 컴필레이션 LP 발매되어 그 해 차트에서 6위를 차지했다. 1980년 12월 존 레논 피살 사건 이후에는 차트 1위를 차지했고, 영국에서는 통산 160만장이 넘는 판매량을 기록했다. 1985년, 센트럴 파크는 〈Imagine〉 문구를 넣은 모자이크로 공원 일부를 장식하여 레논을 추모했다.
BMI는 20세기 가장 많이 연주된 100곡 중 하나로 〈Imagine〉을 선정했다. 이 노래는 미국 음반 산업 협회에서 선정한 가장 역사적인 의미가 있는 365곡에서 30위를 차지했다. 노래는 그래미상 명예의 전당과 로큰롤 명예의 전당 500곡에 헌액되었다. 영국 기네스 세계 신기록의 《영국 최고 히트 싱글 책》에서는 두 번째로 히트한 싱글로 선정되었다. 롤링 스톤 역사상 가장 위대한 노래 500곡 목록에서는 3위를 차지했다. 2005년부터, 뉴욕에서는 새해에 타임즈 스퀘어 볼이 떨어지기 직전에 노래를 튼다. 마돈나, 스티비 원더, 조앤 바에즈, 엘튼 존, 다이애나 로스를 포함한 수십 명의 예술가가 〈Imagine〉을 공연 또는 녹음했다. 에밀리 산데가 녹음한 버전은 2012년 8월 BBC에서 2012년 하계 올림픽이 끝나고 엔딩 크레딧 몽타주에서 사용했다. 〈Imagine〉은 이후 영국 차트 상위 40위에 다시 진입했고 18위까지 올랐다.

## 참여 인원
- 존 레논 – 보컬, 피아노
- 클라우스 부어만 – 베이스
- 앨런 화이트 – 드럼
- 더 플럭스 피들더스 – 현악기

## 차트와 판매량
| 차트 (1971–1972)                    | 최고 순위 |
| 오스트레일리아 (고-셋 국가 탑 40]]) | 1         |
| 오스트레일리아 (켄트 뮤직 리포트)   | 1         |
| 벨기에 (울트라탑 50 플랑드르)       | 12        |
| 캐나다 (CHUM)                       | 3         |
| 캐나다 어덜트 컨템포러리 (RPM)      | 4         |
| 캐나다 탑 싱글 (RPM)                | 1         |
| 독일 (미디어 컨트롤 AG)             | 18        |
| 이탈리아 (FIMI)                     | 1         |
| 일본 (오리콘)                       | 14        |
| 네덜란드 (네덜란드스 탑 40)         | 6         |
| 네덜란드 (싱글 톱 100)              | 5         |
| 노르웨이 (VG-리스타)                | 6         |
| 남아프리카 (스프리복 라디오)        | 1         |
| 스위스 (슈바이처 히트파라데)        | 5         |
| 미국 빌보드 Easy Listening          | 7         |
| 미국 빌보드 핫 100                  | 3         |
| 미국 캐쉬박스                       | 2         |
| 미국 레코드 월드                    | 1         |

| 차트 (1975)                    | 최고 순위 |
| 아일랜드 (IRMA)                | 1         |
| 네덜란드 (네덜란드스 탑 40)    | 5         |
| 스웨덴 (스베리예토프리스탄)    | 19        |
| 영국 싱글 (오피셜 차트 컴퍼니) | 6         |

| 차트 (1981)                       | 최고 순위 |
| 오스트레일리아 (켄트 뮤직 리포트) | 43        |
| 오스트리아 (Ö3 오스트리아 탑 40)  | 4         |
| 벨기에 (울트라탑 50 플랑드르)     | 6         |
| 독일 (미디어 컨트롤 AG)           | 7         |
| 아일랜드 (IRMA)                   | 1         |
| 네덜란드 (싱글 톱 100)            | 5         |
| 뉴질랜드 (레코드 뮤직 NZ)         | 23        |
| 노르웨이 (VG-리스타)              | 3         |
| 스위스 (슈바이처 히트파라데)      | 2         |
| 영국 싱글 (오피셜 차트 컴퍼니)    | 1         |

| Year      | 차트 (1986–2013)                 | 최고 순위 |
| --------- | -------------------------------- | --------- |
| 1986      | 미국 빌보드 Top Rock Tracks      | 20        |
| 1988      | 아일랜드 (IRMA)                  | 29        |
| 1988      | 영국 싱글 (오피셜 차트 컴퍼니)   | 45        |
| 1989      | 오스트레일리아 (ARIA)            | 21        |
| 1989      | 네덜란드 (싱글 톱 100)           | 83        |
| 1990      | 프랑스 (SNEP)                    | 88        |
| 1994      | 프랑스 (SNEP)                    | 9         |
| 1999–2000 | 캐나다 (캐나다 싱글 차트)        | 10        |
| 1999–2000 | 아일랜드 (IRMA)                  | 3         |
| 1999–2000 | 이탈리아 (FIMI)                  | 12        |
| 1999–2000 | 네덜란드 (싱글 톱 100)           | 56        |
| 1999–2000 | 스페인 (푸로무시카에)            | 5         |
| 1999–2000 | 영국 싱글 (오피셜 차트 컴퍼니)   | 3         |
| 2007      | 캐나다 (핫 캐나다 디지털 싱글)   | 47        |
| 2007      | 네덜란드 (싱글 톱 100)           | 37        |
| 2007      | 스위스 (슈바이처 히트파라데)     | 59        |
| 2007      | 영국 싱글 (오피셜 차트 컴퍼니)   | 75        |
| 2007      | 미국 빌보드 핫 디지털 송         | 47        |
| 2008      | 호주 (ARIA)                      | 94        |
| 2010      | 호주 (ARIA)                      | 85        |
| 2010      | 오스트리아 (Ö3 오스트리아 탑 40) | 66        |
| 2010      | 독일 (미디어 컨트롤 AG)          | 94        |
| 2010      | 스페인 (푸로무시카에)            | 49        |
| 2010      | 스웨덴 (스베리예토프리스탄)      | 46        |
| 2010      | 스위스 (슈바이처 히트파라데)     | 50        |
| 2012      | 스페인 (푸로무시카에)            | 42        |
| 2012      | 영국 싱글 (오피셜 차트 컴퍼니)   | 18        |
| 2013      | 스페인 (푸로무시카에)            | 44        |
| 2015      | 프랑스 (SNEP)                    | 11        |
| 2015      | 네덜란드 (싱글 톱 100)           | 67        |
| 2015      | 스페인 (푸로무시카에)            | 40        |
| 2015      | 스위스 (슈바이처 히트파라데)     | 61        |
| 2016      | 프랑스 (SNEP)                    | 169       |

| 차트 (1971)                 | 순위 |
| 캐나다 탑 싱글 (RPM)        | 15   |
| 네덜란드 (네덜란드스 탑 40) | 67   |
| 네덜란드 (싱글 톱 100)      | 82   |

| 차트 (1972)                       | 순위 |
| 오스트레일리아 (켄트 뮤직 리포트) | 19   |
| 일본 (오리콘)                     | 98   |
| 남아프리카 (스프링복)             | 5    |

| 차트 (1981)                   | 순위 |
| 벨기에 (울트라탑 50 Flanders) | 86   |
| 네덜란드 (네덜란드스 탑 40)   | 70   |
| 네덜란드 (싱글 탑 100)        | 73   |

| 차트 (1980–1989)               | 순위 |
| 영국 싱글 (오피셜 차트 컴퍼니) | 25   |

| 차트 (1952–2013)               | 순위 |
| 영국 싱글 (오피셜 차트 컴퍼니) | 19   |

| 국가                       | 인증     | 판매량/출하량 |
| -------------------------- | -------- | ------------- |
| 이탈리아 (FIMI)            | 골드     | 15,000*       |
| 일본 (오리콘 차트)         | —        | 118,000       |
| 영국 (BPI)                 | 플래티넘 | 1,640,000     |
| *판매량을 기반으로 한 인증 |          |               |

## 참고 문헌
- Borack, John (2010). 《John Lennon: Life Is What Happens》. Krause Publications. ISBN 978-1-4402-1391-5.
- George-Warren, Holly, 편집. (2001). 《The Rolling Stone Encyclopedia of Rock & Roll》 2005 revis a updat판. Fireside. ISBN 978-0-7432-9201-6.
- Riley, Tim (2011). 《Lennon: The Man, the Myth, the Music – The Definitive Life》. Hyperion. ISBN 978-1-4013-2452-0.
- Tillery, Gary (2009). 《The Cynical Idealist: A Spiritual Biography of John Lennon》. Quest Books. ISBN 978-0-8356-0875-6.
- Wenner, Jann (2000).  George-Warren, Holly, 편집. 《Lennon Remembers》. Verso. ISBN 1-85984-600-9.

### 다큐멘터리
- Yoko Ono, Phil Spector (Producers) (2000). 《Gimme Some Truth – The Making of John Lennon's "Imagine"》 (DVD). Capitol. ASIN B000AYELY2.
- Andrew Solt (Director) (2005). 《Imagine: John Lennon》 (DVD). Warner Home Video. ISBN 6305847118.

### 내용주
1. ↑  Album track from Live in New York City.

### 참조주
1. ↑  “Strawberry Fields”. Central Park Conservancy. 2016년 2월 16일에 원본 문서에서 보존된 문서. 2016년 2월 9일에 확인함.
2. ↑  “Go-Set Australian charts – 1 January 1972”. 《Go-Set》. 2013년 11월 13일에 원본 문서에서 보존된 문서. 2014년 7월 1일에 확인함.
3. 1 2  Kent, David (1993). 《Australian Chart Book 1970–1992》 Illurat판. St Ives, N.S.W.: Australian Chart Book. 175쪽. ISBN 0-646-11917-6.
4. 1 2  "Ultratop.be – John Lennon / Plastic Ono Band – Imagine" (네덜란드어). 울트라탑 50.   21 July 2014에 확인함.
5. ↑  “보관된 사본”. 2007년 7월 29일에 원본 문서에서 보존된 문서. 2014년 7월 21일에 확인함.. CHUM.
6. ↑  "Top RPM Adult Contemporary: Issue 7554." RPM. 캐나다 도서관 기록관.  21 July 2014에 확인함.
7. ↑  "Top RPM Singles: Issue 7536." RPM. Library and Archives Canada.  Retrieved 21 July 2014.
8. 1 2 3  "John Lennon / Plastic Ono Band - Imagine". Charts.de. Media Control.  21 May 2016에 확인함.
9. ↑  (이탈리아어) “보관된 사본”. 2016년 3월 3일에 원본 문서에서 보존된 문서. 2014년 1월 26일에 확인함.. It-charts.150m.com.
10. 1 2 3  Okamoto, Satoshi (2011). 《Single Chart Book: Complete Edition 1968–2010》 (일본어). Roppongi, Tokyo: Oricon Entertainment. ISBN 4-87131-088-4.
11. 1 2  "Nederlandse Top 40 – John Lennon - Imagine search results" (in Dutch) 네덜란드스 탑 40.  Stichting Nederlandse Top 40.  21 July 2014에 확인함.
12. 1 2 3 4 5 6  "Dutchcharts.nl – John Lennon / Plastic Ono Band – Imagine" (in Dutch). 싱글 톱 100. Hung Medien / hitparade.ch.  21 May 2016에 확인함.
13. 1 2  "Norwegiancharts.com – John Lennon / Plastic Ono Band – Imagine". VG-리스타. Hung Medien.  21 July 2014에 확인함.
14. ↑  “South African Rock Lists Website SA Charts 1969 – 1989 Acts (L)”. Rock.co.za. 2014년 7월 21일에 확인함.
15. 1 2 3 4 5  "John Lennon / Plastic Ono Band – Imagine – swisscharts.com". 슈바이처 히트파라데. Hung Medien.  21 May 2016 확인.
16. 1 2 3 4 5 6  “Imagine – Awards”. AllMusic. All Media Network. 2014년 7월 21일에 확인함.
17. ↑  “보관된 사본”. 2012년 8월 14일에 원본 문서에서 보존된 문서. 2014년 7월 21일에 확인함.. Cash Box magazine.
18. ↑  “보관된 사본”. 2008년 8월 31일에 원본 문서에서 보존된 문서. 2013년 9월 9일에 확인함.. Record World. Geocities.com.
19. 1 2 3 4  "The Irish Charts – Search Results – Imagine". Irish Singles Chart.  21 July 2014에 확인함.
20. 1 2  "Swedishcharts.com – John Lennon / Plastic Ono Band – Imagine". 스베리예토프리스탄. Hung Medien.  21 July 2014 확인.
21. ↑  "Archive Chart" UK Singles Chart. Official Charts Company.  21 July 2014 확인.
22. 1 2  "John Lennon / Plastic Ono Band – Imagine – Austriancharts.at" (in German). Ö3 오스트리아 탑 40. Hung Medien.  21 July 2014에 확인함.
23. ↑  "Charts.org.nz – John Lennon / Plastic Ono Band – Imagine". 톱 40 싱글. Hung Medien.  21 July 2014에 확인함.
24. ↑  "Archive Chart" UK Singles Chart. Official Charts Company.  21 July 2014 확인.
25. ↑  "John Lennon" UK Singles Chart. Official Charts Company.  21 July 2014 확인.
26. ↑  "Australian-charts.com – John Lennon / Plastic Ono Band – Imagine". ARIA Top 50 Singles. Hung Medien.  21 July 2014에 확인함.
27. ↑  “Le Détail par Artiste” (프랑스어). InfoDisc. Select "John Lennon" from the artist drop-down menu. 2016년 5월 21일에 확인함.
28. 1 2 3  "Lescharts.com – John Lennon / Plastic Ono Band – Imagine" (in French). Les classement single. Hung Medien.  21 May 2016에 확인함.
29. ↑  "Italiancharts.com – John Lennon / Plastic Ono Band – Imagine". Top Digital Download. Hung Medien.  21 July 2014에 확인함.
30. 1 2 3 4 5  "Spanishcharts.com – John Lennon / Plastic Ono Band – Imagine" Canciones Top 50. Hung Medien.  21 May 2016 확인.
31. ↑  "Archive Chart" UK Singles Chart. Official Charts Company.  21 July 2014 확인.
32. ↑  "Archive Chart" UK Singles Chart. Official Charts Company.  21 May 2016 확인.
33. 1 2  Ryan, Gavin (2011). 《Australia's Music Charts 1988–2010》. Mt. Martha, VIC, Australia: Moonlight Publishing.
34. ↑  "Archive Chart" UK Singles Chart. Official Charts Company.  21 July 2014 확인.
35. ↑  “RPM 100 Top Singles of '71”. 《RPM》. 1972년 1월 8일. 2016년 5월 21일에 확인함.
36. ↑  “Top 100-Jaaroverzicht van 1971” (네덜란드어). Dutch Top 40. 2016년 5월 21일에 확인함.
37. ↑  “Jaaroverzichten – Single 1971” (네덜란드어). Single Top 100. Hung Medien. 2014년 7월 21일에 확인함.
38. ↑  Kent, David (1993). 《Australian Chart Book 1970–1992》 Illurat판. St Ives, N.S.W.: Australian Chart Book. 424쪽. ISBN 0-646-11917-6.
39. ↑  “Top 20 Hit Singles of 1972”. Rock.co.za. 2014년 7월 21일에 확인함.
40. ↑  “Jaaroverzichten 1981” (네덜란드어). Ultratop. Hung Medien. 2014년 7월 21일에 확인함.
41. ↑  “Top 100-Jaaroverzicht van 1981” (네덜란드어). Dutch Top 40. 2016년 5월 21일에 확인함.
42. ↑  “Jaaroverzichten – Single 1981” (네덜란드어). Single Top 100. Hung Medien. 2014년 7월 21일에 확인함.
43. ↑  Rice, Tim; Rice, Jonathan; Gambaccini, Paul (1990). 《Guinness Hits of the 80s》. Guinness Publishing. 288쪽. ISBN 978-0-85112-398-1.
44. 1 2  Lane, Daniel (2013년 6월 27일). “Daft Punk's Get Lucky becomes one of the UK's biggest selling singles of all-time!”. Official Charts Company. 2014년 7월 21일에 확인함.
45. ↑  “Italian single certifications – John Lennon – Imagine” (이탈리아어). 이탈리아 음악 산업 협회. "Anno" 목록 상자 메뉴에서 "2012"를 선택하세요. "Filtra" 필드에서 "Imagine"(을)를 선택하세요. "Sezione" 아래 "Singoli"를 선택하세요.
46. ↑  “British single certifications – John Lennon – Imagine” (영어). 영국 축음기 협회. Select singles in the Format field. Select 플래티넘 in the Certification field. Type Imagine in the "Search BPI Awards" field and then press Enter.